# Tarja Turunen
Tarja Soile Susanna Turunen-Cabuli (Kitee, 1977. augusztus 17. –) finn énekesnő, a Nightwish zenekar volt énekese.

## Életpályája
Az általános iskola alsó tagozatában kezdett zongora- és énekleckéket venni. Felsősként egy 
zeneiskolában kezdett fuvolázni. Ezután a Savonlinnai Zenei Szakközépiskola tanulójaként a klasszikus magánének és 
a zenés színház szakokat választotta. Később a Sibelius Akadémia növendéke volt egyházi zene tanszakon. A Nightwish 
zenekarba 1996-ban, alapító tagként került, mikor osztálytársa, Tuomas Holopainen meghívta egy új zenei projekthez. 
Ebben az évben Turunen szerepelt a Savonlinnában megrendezett Operafesztiválon. Ekkor azonban még nem szerzett 
magának nemzetközi hírnevet (ez csak 1998-ban történik meg, az Oceanborn című album kiadásakor).
1999-ben Turunen szólórészt énekelt a Waltari Evamkeliumi című rockbalettjében, amit több telt házas koncerten adnak elő a Finn Nemzeti Operaházban. 2000-ben és 2001-ben folytatta a felvételeket és a turnézást a Nightwish-sel, miután beiratkozott a Karlsruhei Zenei Egyetemre Németországban. Ezután 2002-ben felvette az énekes részt a Nightwish Century Child című albumához, de dolgozott a Beto Vázquez Infinity-vel is.
Még 2002-ben Turunen Dél-Amerikában turnézott egy klasszikus dalokból álló koncerttel, ami a Noche Escandinava ("Skandináv Éjszaka") címet kapta. A koncertsorozat ismét telt ház előtt zajlott. A Century Child album kimerítő világ körüli turnéja után a Nightwish szünetet tartott, Turunen pedig visszatért Karlsruhéba.
2003-ban Tarja Turunen férjhez ment Marcelo Cabuli argentin üzletemberhez. Ez év decemberében a házaspárt vendégül látta a helsinki Elnöki Palotában Tarja Halonen, a finn köztársasági elnök a Finn Függetlenség Napja alkalmából rendezett partin, ami a legnagyobb ünnepség egész Finnországban. A sajtó képviselői "Az est legjobban öltözött hölgyének" választották Turunent.
A kihagyás után Turunen újra csatlakozott a Nightwish csapatához, hogy felvegyék a Once című albumot, amivel később két éven át turnéztak világszerte. 2004 tavaszán került sorra a második Noche Escandinava-turné. 2004 karácsonyára Tarja kiadta Yhden Enkelin Unelma ("Egy angyal álma") c. kislemezét, ami szülőhazájában, Finnországban aranylemez lett. 2005 tavaszára elkészült egy duettje is a német Martin Kesicivel Leaving You for Me címmel, amihez videóklipet is forgattak.
2005. október 22-én a Nightwish tagjai nyílt levélben szólították fel Turunent, hogy lépjen ki a zenekarból. Indoklásként az együttes tagjai Turunen „megváltozott viselkedését” hozták fel, mely szerint férje hatására Tarja túlzottan anyagias lett.
Turunen szintén nyílt levélben válaszolt, amit website-ján tett közzé angolul és finnül is (a levél már nincs fenn a lapon, de a rajongói oldalon megtalálható).
2006 februárjában Marcelo, Tarja férje egy, az énekesnő hivatalos weblapjára feltett üzenetben vázolta a rajongóknak a jelenlegi helyzetet, egyúttal válaszolt a Tarja és az együttes többi tagja közötti ellentét apropóján feltett kérdésekre. Marcelo 2006 júniusában kapott hosszú választ a kérdéseire[forrás?].
2005 decemberében Turunen önálló karácsonyi koncertturnéra indult Finnországban, Németországban, Spanyolországban és Romániában. A 2006-os év sem hozott törést az énekesnő számára, aki felvett egy karácsonyi albumot, és testvére, Timo Turunen bemutatkozó albumán is vokálozott. Szeretne részt venni újra a Savonlinnai Operafesztiválon is.
Tarja első szólóalbuma, ami a My Winter Storm címet viseli, 2007. november 19-én jelent meg. Tarja énekli az "In the Picture" című dalt a Nuclear Blast-kiadó All Stars-lemezén, az Into The Light-on is.
Tarja 2010-ben adta ki második stúdióalbumát What Lies Beneath címmel. A turné keretein belül hozzánk is eljutott, egy klasszikus koncertet adva, ami a Classic and Divine nevet kapta.
2012 nyarán Tarja világra hozta első gyermekét, aki a Naomi Eerika Alexia Cabuli Turunen nevet kapta. Terhességét végig titokban tartotta, elmondása szerint nem szeretett volna a babavárással középpontba kerülni. Végül az év novemberében derült ki, hogy az énekesnő már édesanya. Ez évben jelentette meg az Act I címet viselő első DVD-jét is. Jelenleg férjével és lányával Spanyolországban él, ugyanis Tarja legtöbb koncertjét Európában adja.
Az énekesnő 2013 augusztusában dobta piacra Colours In The Dark című albumát. A korongon saját élményeit, emlékeit idézi fel, és állítása szerint az ő lelkivilágának egy darabját hallgathatják meg rajongói. Az albumról két kislemez és három videóklip jelent meg. Tarja Colours In The Road nevet viselő turnéja során, amely 2015-ig tartott. Három év után, 2014 augusztusában ismét ellátogatott hazánkba, és a székesfehérvári Fezen fesztiválon tette tiszteletét.
2016-ban Tarja két kiadványt is megjelentetett; június 3-án a The Brightest Void című középlemez jelent meg, amelyről néhány dal helyet kapott az augusztus 5-én napvilágot látott The Shadow Self című stúdióalbumról. A megjelenés napján a németországi Wacken Open Air fesztiválon lemezbemutató koncertet adott az énekesnő, ahol a Demons In You című számot az Arch Enemy énekesnőjével, Alissa White-Gluzzal énekelte. 2017. február első napján a magyar közönség is láthatta Tarját a budapesti Barba Negra Music Clubban.
2019. augusztus 30-án jelent meg ötödik nagylemeze, amely az In The Raw címet kapta. Tarja elmondása szerint a dalok felvételekor hasonlóképpen érezte magát, mint a Once című Nightwish-album megjelenésekor, ahogyan ő fogalmazott: ez a kiadvány az ő Once-a. Hozzátette azt is: ez a korong jóval személyesebb, keményebb és sötétebb, mit eddigi munkái.
2021 októberében felfedte, hogy 2018 őszén agyvérzésen esett át, pont egy nagyobb európai turné előtt. A koncerteket nem akarta lemondani, és mivel a kezelésekre jól reagált, három nap után saját felelősségére távozott a kórházból.

## Diszkográfia

### Albumok
A Nightwish-sel:
- Angels Fall First (1997)
- Oceanborn (1998)
- Wishmaster (2000)
- Century Child (2002)
- Once (2004)
- End of an Era (2006)
- Decades (2018)

A Beto Vázquez Infinity-vel:
- Beto Vázquez Infinity (2001)

Szólóalbumok:
- Henkäys Ikuisuudesta (2006)
- My Winter Storm (2007)
- What Lies Beneath (2010)
- Colours In The Dark (2013)
- Ave Maria - En plein air (2015)
- The Brightest Void – The Prequel (2016)
- The Shadow Self (2016)
- From Spirits and Ghosts (Score for a dark Christmas) (2017)
- In the Raw (2019)

### Kislemezek
A Nightwish-sel:
- The Carpenter (1997)
- Sacrament Of Wilderness (1998)
- Walking In The Air (1999)
- Sleeping Sun (1999)
- Deep Silent Complete (2000)
- Ever Dream (2001)
- Bless The Child (2002)
- Nemo (2004)
- Wish I Had An Angel (2004)
- Kuolema Tekee Taiteilijan (2004)
- The Siren (2005)
- Sleeping Sun 2005 (2005)

Szólókislemezek:
- Yhden Enkelin Unelma (2004)
- You Would Have Loved This (2006)
- I Walk Alone (2007)
- Die Alive (2008)
- Falling Awake(2009)
- Victim Of Ritual (2013)
- 500 Letters (2013)
- Never Enough (Live)(2015)
- Demons in You (2016)
- O Come, O Come, Emmanuel (2017)
- O Tannenbaum (2017)
- Feliz navidad (2017)
- Love to Hate (Live in London) (2018)
- Undertaker (Live in Milan) (2018)
- Victim of Ritual (Live at Woodstock) (2018)
- Dead Promises (2019)
- Railroads (2019)
- Tears In Rain (2019)
- You And I (2019)